# Safonowo (obwód murmański)
Safonowo – osiedle typu miejskiego w Rosji, w obwodzie murmańskim. W 2010 roku liczyło 5255 mieszkańców.